# Tranvia Messina-Giampilieri
La tranvia Messina-Giampilieri era una linea extraurbana attiva fra il 1892 e il 1951, costruita per collegare in maniera capillare le frazioni e i paesi della costa meridionale con il centro di Messina.

## Storia

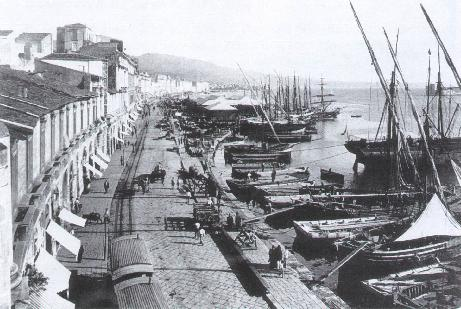
L'originario capolinea urbano in prossimità della pescheria

Due anni dopo l'inaugurazione della tranvia Messina-Barcellona, il 26 dicembre 1892, la concessionaria belga Société Anonyme des Tramways Siciliens (SATS) inaugurò l'esercizio su questa seconda linea, da Messina a Gazzi. Il completamento fino al capolinea sud di Giampilieri avvenne il 22 settembre 1894.
Il devastante terremoto del 1908 comportò pesanti danni alla tratta urbana e conseguenze di tipo finanziario per la società di gestione, che portarono allo scioglimento del contratto con la società belga il 6 gennaio 1910. La nuova concessionaria, che mantenne l'originaria denominazione SATS, faceva capo alla società locale Borioli e La Porta, costituita da consiglieri di amministrazione della precedente gestione; la stessa divenne ufficialmente operativa all'atto della firma della nuova convenzione, avvenuta nel 1912. Nel frattempo, il 21 settembre 1911, il servizio era stato ripristinato.
La nuova impresa, presieduta dal celebre ungherese ingegnere Kálmán Kandó e diretta dall'amministratore delegato Giuseppe Battaglia, era titolare della concessione di una rete urbana ed extraurbana totalmente rinnovata. Anche la direzione e la presidenza della società furono rinnovate, passando rispettivamente a Giorgio Pierce e ad Amedeo Chaffourier.
Il 1º luglio 1917 venne solennemente inaugurato il servizio a trazione elettrica e il collegamento con Giampilieri venne inizialmente garantito con una linea che si attestava in città presso la stazione marittima, capolinea denominato "Ferry Boat", dopo breve tempo la linea per Giampilieri venne unificata con quella per Faro dando vita ad un'unica linea extraurbana a trazione elettrica Giampilieri-Messina-Faro.
Nel 1933 la linea extraurbana Giampilieri-Messina-Faro fu solo formalmente spezzata nella Cairoli-Giampilieri e Cairoli-Faro.
Il 18 giugno 1942 il collegamento extraurbano per Giampilieri fu limitato a Mili e il tratto Mili-Giampilieri fu sospeso e sostituito con un autoservizio.
Il servizio tranviario fu sospeso il 25 Maggio 1943 a causa dei danni causati dai pesanti bombardamenti alleati.
Sopravvissuto, pur con ingenti distruzioni, ai bombardamenti, ciò che restava della rete tranviaria messinese fu gradualmente ripristinato ed i tram ripresero dunque a ripercorrere le vie cittadine il 14 settembre 1945 quando venne riaperto il servizio urbano tra Provinciale e Annunziata e quello extraurbano tra piazza Cairoli e Tremestieri.
Nel 1947 il servizio extraurbano venne esteso a Moleti e nel 1949 i tram tornarono a Giampilieri.
Con l'aumento del traffico su strada, il 19 febbraio 1951, in un clima politico non favorevole al rilancio dei sistemi di trasporto di massa, la tranvia fu soppressa e sostituita da un autoservizio. Fino al 1976, nel tratto Messina-Giampilieri della parallela linea ferroviaria delle FS, tutti i treni accelerati svolsero servizio viaggiatori con fermate nelle stesse località in cui un tempo fermava il tram, cioè Giampilieri, Ponte Schiavo, Ponte Santo Stefano, Galati Marina, Mili Marina, Tremestieri, Contesse e Messina Scalo; in seguito all'attivazione del doppio binario anche tale servizio fu soppresso.
Dal 2003, il soppresso servizio tranviario e ferroviario dell'epoca, è stato in parte ripristinato con l'istituzione del servizio ferroviario suburbano e dalla moderna tranvia di Messina.

## Caratteristiche tecniche
|  | Unused urban continuation backward | Unused urban continuation backward |  | Continuation backward |

|  | Unused straight waterway | Unknown route-map component "uexBHF" |  | Straight track |

|  | Unknown route-map component "uexABZgl" | Unknown route-map component "uexABZg+r" |  | Straight track |

| Unknown route-map component "uexCONTgq" | Unknown route-map component "uexKRWgr+r" | Unused straight waterway |  | Straight track |

|  | Unknown route-map component "uexABZg+l" | Unknown route-map component "uexABZqr" | Unknown route-map component "uexKBHFeq" | Station on track |

|  | Unknown route-map component "uexHST" |  |  | Straight track |

| Unknown route-map component "uexSTR+l" | Unknown route-map component "uexABZglr" | Unknown route-map component "uexKDSTeq" |  | Straight track |

| Unknown route-map component "uexHST" | Unused straight waterway |  |  | Straight track |

| Unknown route-map component "uexSTRl" | Unknown route-map component "uexABZg+r" |  |  | Straight track |

|  | Unknown route-map component "uexHST" |  |  | Straight track |

|  | Unknown route-map component "uexKRWgl+l" | Unknown route-map component "uexKDSTeq" |  | Straight track |

| Unknown route-map component "CONTgq" | Unknown route-map component "uxmKRZo" | Transverse track | Transverse track | Unknown route-map component "ABZgr" |

| Unknown route-map component "exCONTgq" | Unknown route-map component "uexmKRZu" | Unknown route-map component "exSTRq" | Unknown route-map component "exSTRq" | Unknown route-map component "eABZgr" |

|  | Unknown route-map component "uexHST" |  |  | Stop on track |

|  | Unknown route-map component "uexHST" |  |  | Stop on track |

|  | Unknown route-map component "uexHST" |  |  | Straight track |

|  | Unknown route-map component "uexHST" |  |  | Stop on track |

| Unknown route-map component "STR+l" | Unused waterway under railway bridge | Transverse track | Transverse track | One way rightward |

| Stop on track | Unknown route-map component "uexHST" |  |  |  |

| Stop on track | Unknown route-map component "uexHST" |  |  |  |

| Stop on track | Unknown route-map component "uexHST" |  |  |  |

| Stop on track | Unknown route-map component "uexHST" |  |  |  |

| Stop on track | Unknown route-map component "uexHST" |  |  |  |

| Stop on track | Unknown route-map component "uexKBHFe" |  |  |  |

| Continuation forward |

Anche la linea per Giampilieri, così come quella diretta a Barcellona inaugurata due anni prima, fu costruita a scartamento ridotto di 950 mm. I raggi minimi di curvatura erano pari a 30 m, con rotaie di tipo Phoenix nei tratti urbani e Vignoles per le tratte extraurbane e in sede propria.
Partiti dal capolinea posto davanti alla pescheria comune alla citata linea, (nell'area oggi compresa tra il Banco di Sicilia e il municipio, presso la quale allora era posta la statua del Nettuno), il binario proseguiva per corso Vittorio Emanuele e viale San Martino, per giungere a piazza Cairoli.
Da qui uno scambio consentiva di immettersi sul raccordo di servizio diretto al deposito-officina SATS di via Maddalena, che si trovava nell'area oggi occupata dall'istituto tecnico industriale Verona Trento, oppure di prendere, percorrendo il lato sud della piazza così da disporre di un sufficiente spazio di curvatura, la direzione nord verso via Cesare Battisti (allora via Cardines, direttrice principale di Messina) e da qui piegare alla volta dell'antico quartiere dell'Avignone proseguendo sino al ponte Zaera superato il quale percorrevano transitavano davanti al cimitero monumentale. La tranvia seguiva dunque il tracciato di via Catania (la strada provinciale) e, sottopassato il tracciato della ferrovia Palermo-Messina, il cui rilevato è tutt'oggi esistente, della via consolare Valeria. Quest'ultimo tratto, fino al quartiere Gazzi (allora villaggio agricolo), è oggi nuovamente percorso da binari grazie alla moderna tranvia di Messina, inaugurata nel 2003.
La tranvia proseguiva a binario unico per Contesse, fiancheggiando la ferrovia per Catania fino all'uscita della stazione FS; proseguiva poi in direzione di Pistunina, passando per il villaggio di Tremestieri. Da qui in poi i suoi binari costeggiavano quelli delle FS e dopo il ponte sul torrente Guidara, bypassava il passaggio a livello, percorrendo uno stretto tracciato in sede propria con cui la ferrovia Messina-Siracusa veniva attraversata mediante un sottopasso in prossimità di Mili Marina.

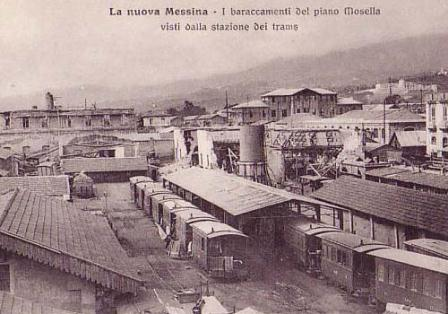
Il deposito SATS, nel periodo dopo il terremoto

Passando per la stretta via Nazionale, allora Strada statale 114 Orientale Sicula, attraversando l'abitato di contrada Moleti, giungeva quindi a Galati Marina. Fermava poi nelle frazioni di Ponte Santo Stefano, con una stazione dotata di attrezzature per il servizio passeggeri e merci, contrada Runci, Ponte Schiavo e Briga Marina, giungendo infine al capolinea di Giampilieri Marina, dov'era presente una seconda rimessa a due vie per il ricovero del materiale SATS.
I vari torrenti incontrati sul suo percorso da Gazzi e Giampilieri, venivano superati da ponti metallici costruiti con elementi saldati a fuoco. La distanza tra Messina e Giampilieri era coperta in 1 ora e 20 minuti.
La concessione del 1912 comportò per la "nuova" SATS la prospettiva di gestire una rete parzialmente a trazione elettrica che, grazie a nuovi itinerari, prevedeva:
- due linee urbane a trazione elettrica, da piazza Vittoria al cimitero (3,309 km) e da villa Mazzini al Ritiro (2,752 km)
- una diramazione urbana tra viale San Martino e l'imbarcadero dei traghetti
- due linee extraurbane a trazione elettrica, da piazza Vittoria al Faro (11,6 km) e dal cimitero a Giampilieri (13,9 km)
- una linea extraurbana Granatari-Barcellona (46,158 km)

La nuova relazione a trazione elettrica che dal 1917 collegava Giampilieri con Messina e il Faro sfruttava il medesimo percorso della preesistente linea a vapore dal capolinea meridionale fino alla località Gazzi ("Provinciale"). Il nuovo deposito tranviario era qui raccordato, trovandosi in via Giuseppe La Farina, al Rione Ferrovieri, all'incrocio con via Vittorio Veneto. Il tracciato verso il centro percorreva adesso direttamente viale San Martino discostandosi dunque dal primitivo e più tortuoso percorso.
La tensione di alimentazione adottata era quella standard dell'epoca a 600 V in corrente continua, con linea di contatto sospesa a pali a mensola distanziati di circa 40 m.

## Materiale rotabile
Per l'esercizio a vapore, la scarna bibliografia riporta la presenza nel parco SATS di 18 locomotive a vapore, tutte del tipo cabinato per servizi tranviari, a 2 e 3 assi, la cui costruzione è attribuita a St. Léonard, Tubize, Henschel o Krauss. Per una di esse, denominata Barcellona, è stata ipotizzata la cessione alla miniera lignitifera del Baccinello (Grosseto). Di alcune macchine, due delle quali andate distrutte in occasione del terremoto del 1908, non sono reperibili dati specifici.
Completavano la dotazione originaria delle tranvie a vapore messinesi numerose rimorchiate a terrazzini di seconda e terza classe, in seguito accoppiate anche alle elettromotrici, e carri merci a due assi.
Per il servizio a trazione elettrica inaugurato nel 1917 furono acquisite inizialmente 20 elettromotrici a due assi (numerate 1÷20, in seguito alcune di queste furono rinumerate), seguite in brevissimo tempo da una ventunesima motrice (numerata 21), progettate ed allestite dalle Officine Reggiane di Reggio Emilia. Nei primi anni '20 le stesse Officine Reggiane fornirono altre motrici dello stesso tipo incrementando il parco mezzi della SATS.
Nel 1926 giunsero a Messina 6 elettromotrici a due assi (numerate 34÷39, rinumerate 40÷45 nel 1933) progettate ed allestite appositamente per la rete urbana peloritana dalla Carminati e Toselli.
Nel periodo di massima diffusione del tram a Messina, tra il 1931 e il 1937, si contavano ben 29 motrici marcianti.
All'inizio degli anni '40 quattro motrici a carrelli (numerate 4, 6, 7 e 9) e due rimorchiate furono acquisite dalla rete tranviaria di Modena per il tramite dell'industriale Adolfo Orsi, che rilevò la SATS nel giugno 1940.

### Materiale trazione a vapore - prospetto di sintesi
| Unità            | Anno di costruzione | N. costruzione | Tipo                | Note                                                           |
| ---------------- | ------------------- | -------------- | ------------------- | -------------------------------------------------------------- |
| 1 - Nettuno      | 1889                | 818            | Locomotiva a 2 assi |                                                                |
| 2 - Pace         | 1889                | 819            | Locomotiva a 2 assi |                                                                |
| 3 - Ganzirri     | 1889                | 820            | Locomotiva a 2 assi |                                                                |
| 4 - Faro         | 1889                | 821            | Locomotiva a 2 assi |                                                                |
| 5 - Messina      | 1890                | 852            | Locomotiva a 3 assi |                                                                |
| 6 - Corsari      | 1890                | 853            | Locomotiva a 3 assi |                                                                |
| 7 - Divieto      | 1890                | 854            | Locomotiva a 3 assi |                                                                |
| 8 - Spadafora    | 1890                | 855            | Locomotiva a 3 assi |                                                                |
| 9 - Merì         | 1890                | 856            | Locomotiva a 3 assi |                                                                |
| 10 - Barcellona  | 1890                | 857            | Locomotiva a 3 assi | Ipotizzata la cessione alla miniera lignitifera del Baccinello |
| 11 - Paolo       | 1892                | 924            | Locomotiva a 3 assi |                                                                |
| 12 - Giulia      | 1892                | 925            | Locomotiva a 3 assi |                                                                |
| 13 - Zaera       | 1894                | 963            | Locomotiva a 3 assi |                                                                |
| 14 - S. Stefano  | 1894                | 964            | Locomotiva a 3 assi |                                                                |
| 15 - Giampilieri | 1894                | 965            | Locomotiva a 3 assi |                                                                |
| ?                | 1878                | ?              | Locomotiva a 3 assi | Costruzione Borsing, radiata prima del 1911                    |
| ?                | ?                   | ?              | Locomotiva          | Andata distrutta in occasione del terremoto del 1908           |
| ?                | ?                   | ?              | Locomotiva          | Andata distrutta in occasione del terremoto del 1908           |